# 一级方程式电子竞技系列赛
一级方程式电子竞技系列赛（英語：Formula One Esports Series）是一项由一级方程式赛车推出的职业电子竞技赛事。该赛事于2017年创办，旨在让一級方程式電子遊戲及其玩家更加接近一级方程式这项运动。

## 历史
首个一级方程式电子竞技系列赛于2017年8月21日被宣布，其资格赛和决赛阶段通过2017赛季的一级方程式官方电子游戏举行。超过60000名玩家参与了首届系列赛，英国的布伦登·利是该系列赛的首位冠军。
2018年是一级方程式在电子竞技领域的第一个完整赛季，共分为两个阶段。在2018年4月开始的第一阶段中，线上玩家有机会争取进入各个官方一级方程式车队的阵容。除法拉利车队外的全部9支车队都为电子竞技选手提供了位置。超过66000名玩家参与争夺进入一级方程式电子竞技车队，以及赢得200000美元奖金的机会。梅赛德斯最终成为2018年的车队冠军，而布伦登·利成为了两届车手冠军。
2019年4月8日，一级方程式宣布第三届电子竞技系列赛的奖金提升到500000美元。
2020年，由于受到2019冠状病毒病疫情影响，有多场一级方程式锦标赛赛事被延后或取消。一级方程式官方开始组织一系列的虚拟大奖赛，由现一级方程式车手、前一级方程式车手、一级方程式电子竞技系列赛选手以及名人参与，参赛选手通过在电子游戏《F1 2019》中进行联网比赛。首场虚拟大奖赛在2020年3月22日举办，为虚拟巴林大奖赛；由雷诺车队试车手周冠宇获得冠军。。第二场虚拟大奖赛在4月5日举办，为虚拟澳大利亚大奖赛；由法拉利车队车手夏尔·勒克莱尔获得冠军。第三场虚拟大奖赛于4月19日举办，为虚拟中国大奖赛；由法拉利车队车手夏尔·勒克莱尔蝉联冠军。第四场虚拟大奖赛于5月3日举办，为虚拟巴西大奖赛；由红牛车队车手亚历山大·阿尔本获得冠军。第五场虚拟大奖赛于5月10日举办，为虚拟西班牙大奖赛；由威廉姆斯车队车手乔治·拉塞尔获得冠军。第六场虚拟大奖赛于5月24日举办，为虚拟摩纳哥大奖赛；由威廉姆斯车手乔治·拉塞尔蝉联冠军。第七场虚拟大奖赛于6月7日举办，为虚拟阿塞拜疆大奖赛；由威廉姆斯车手乔治·拉塞尔再次蝉联冠军，达成三连冠。第八场虚拟大奖赛也是收官战于6月14日举办，为虚拟加拿大大奖赛；最终由威廉姆斯车手乔治·拉塞尔再次蝉联冠军，完成四连冠。

## 比赛结果
| 年份 | 游戏                  | 场地                         | 车手冠军        | 制造商冠军                           | 报告 |
| ---- | --------------------- | ---------------------------- | --------------- | ------------------------------------ | ---- |
| 2017 | F1 2017 (Codemasters) | 阿拉伯联合酋长国亚斯码头赛道 | 布伦登·利       | 未授予                               | 报告 |
| 2018 | F1 2018 (Codemasters) | 英国吉菲尼蒂电子竞技体育馆   | 布伦登·利       | 梅赛德斯-AMG马来西亚国家石油电子竞技 | 报告 |
| 2019 | F1 2019 (Codemasters) | 英国吉菲尼蒂电子竞技体育馆   | 戴维·托尼扎     | 红牛车队电子竞技                     | 报告 |
| 2020 | F1 2020 (Codemasters) | 線上                         | 亚尔诺·奥普梅尔 | 红牛车队电子竞技                     | 报告 |
| 2021 | F1 2021 (Codemasters) | 線上                         | 亚尔诺·奥普梅尔 | 梅赛德斯-AMG马来西亚国家石油电子竞技 | 报告 |